# Pyramide nord de Mazghouna
Pour les articles homonymes, voir Pyramide de Mazghouna.
La pyramide nord de Mazghouna est attribuée par l'égyptologue Ernest Mackay à la reine Néférousobek, corégente avec Amenemhat III et, après la mort de celui-ci, avec Amenemhat IV à qui l'on attribue la pyramide sud de Mazghouna. Ce sont ses innovations concernant le système de fermeture qui la font dater de la fin de la XIIe dynastie.
Le monument a été fouillé au début du XXe siècle par Ernest Mackay sous la direction de William Petrie. Il n'en reste aujourd'hui que les souterrains.

## Description

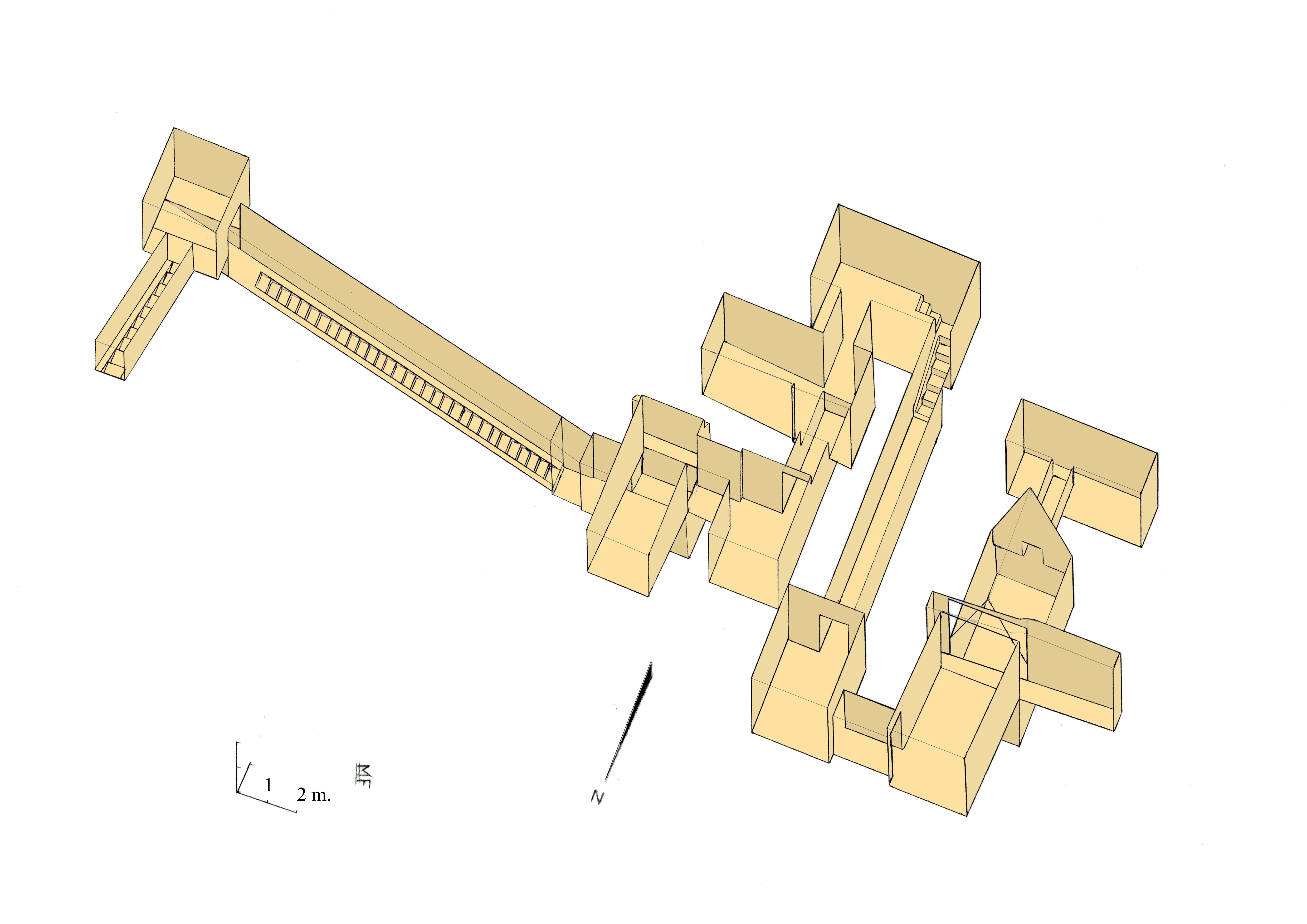
Appartements funéraires de la pyramide nord de Mazghouna

L'entrée actuelle des infrastructures est le point de départ d'un escalier orienté suivant l'axe nord-sud. Se situant actuellement au nord, la forme des premières marches ont conduit Mackay à affirmer qu’une autre galerie perpendiculaire à cet escalier, devait précéder ce passage. Le plan d'ensemble des souterrains est similaire à ceux de la pyramide de Khendjer, la pyramide sud de Mazghouna, pyramide inachevée de Saqqarah sud et la pyramide d'Amény-Qémaou. Le caveau, que l'on découvre après avoir traversé plusieurs corridors et deux chambres à herse, est taillé dans un gros monolithe de quartzite. Son sarcophage git encore à ses côtés et n'a jamais reposé sur la cuve. Il est exactement de même conception que les sarcophages découverts à la pyramide d'Amény-Qémaou et à la pyramide inachevée de Saqqarah sud. D'une très belle facture, celui-ci est recouvert d'une fine couche de plâtre colorée rouge dont l'utilité ou la signification reste mystérieuse puisqu'aucune fissure ne semble affecter la pierre. Tous les blocs de quartzite que l'on trouve dans le tombeau (herses et linteaux) ont été peints en rouge. Fut ensuite dessinée une multitude de traits verticaux noirs, régulièrement espacés d'environ dix centimètres, d'une hauteur de vingt centimètres, alignés et pris entre deux fines lignes horizontales noires. Ce schéma est répété sur plusieurs niveaux. Des traits verticaux noirs se trouvent également dessinés sur toutes les parois des appartements funéraires de la pyramide inachevée de Saqqarah sud.

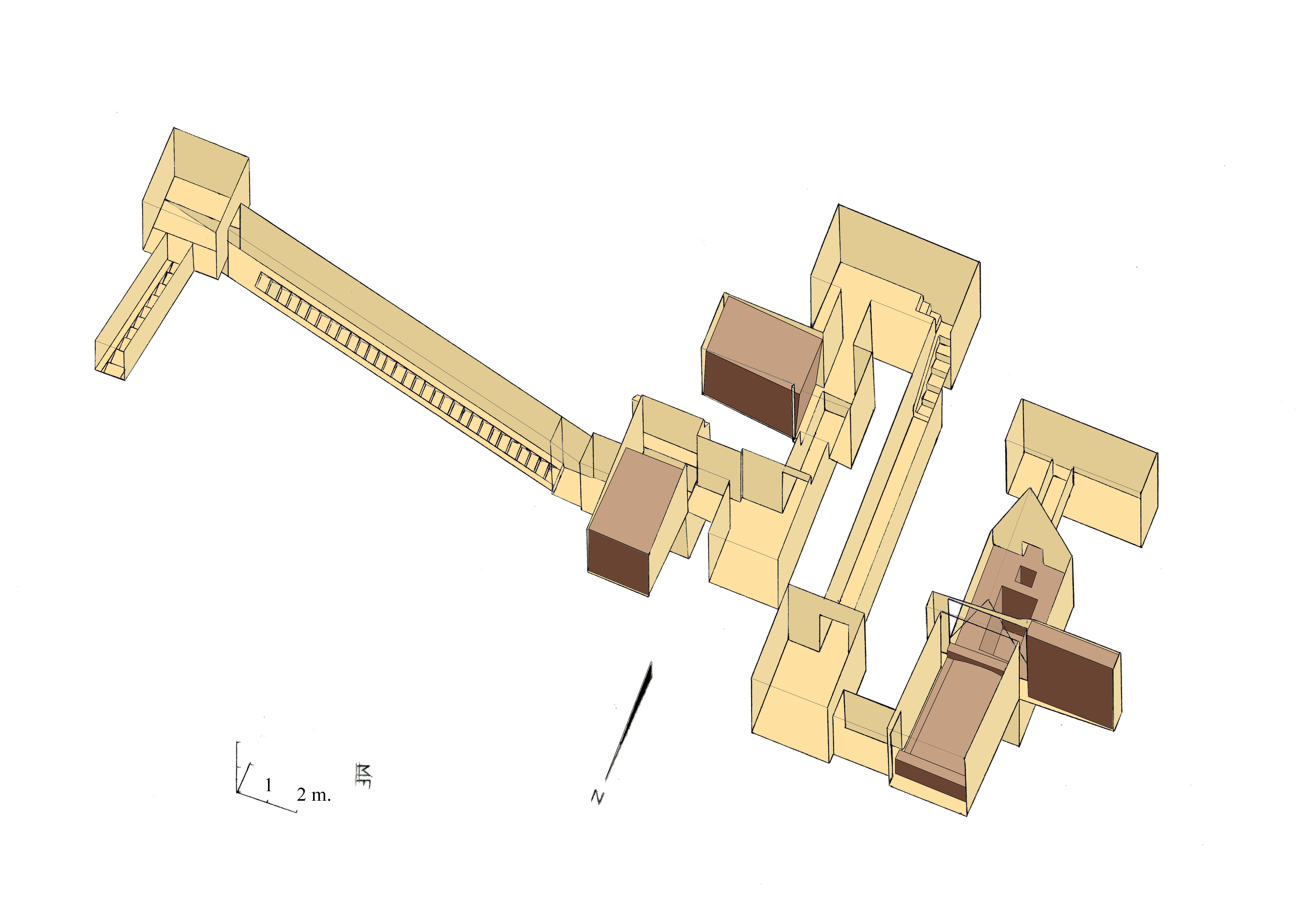
Appartements funéraires de la pyramide nord de Mazghouna tels qu'ils ont été découverts (herses et couvercle du sarcophage dans leur position d’attente)

Les deux herses, comme dans quasiment toutes les pyramides protégées par ce système de fermeture, n'ont pas rempli leur fonction et prennent toujours place dans leur position d'attente. La première pèse 42 tonnes tandis que la deuxième seulement 24 tonnes.
Ernest Mackay a cru identifier à l'est des infrastructures, les vestiges d'une chaussée de 11,50 mètres de long sur 4,30 mètres de large. Elle est formée de quatre murs parallèles qui, deux à deux, composent des compartiments remplis de débris. Il y a tout lieu de penser qu'il s'agissait en fait d'une rampe destinée à acheminer les matériaux sur le chantier de la pyramide.[Interprétation personnelle ?]
Il ne reste strictement rien du massif de la pyramide. Les souterrains ont été achevés. Si le massif a effectivement été construit sinon ébauché, alors l'absence de tout résidu de briques implique qu'elle était entièrement construite en pierre. Cependant, sans preuve supplémentaire, toute hypothèse à  ce sujet sera purement conjecturelle.